# ハルトフ・ハンバーガー
ハルトフ・ハンバーガー（Hartog Hamburger , 1887年3月20日 - 1924年10月10日）は、オランダ王国北ホラント州アムステルダム出身のプロ野球選手（内野手）。

## 経歴
ハンバーガーはオランダの野球の最高峰に位置付けられるホーフトクラッセのアムステルダムにある球団、OVVOで長年プレーしていた内野手だった。
1924年10月9日の試合で守備中に、ラインドライブ打球が頭部を直撃して目まいを起こしたが、その後に回復したように思われた。しかし、その事故の結果として翌10日に自宅で昏睡状態に陥り、死亡した。ヨーロッパにおいて、試合中の事故で死亡した唯一の野球選手であると考えられている。
息子のマックス・ハンバーガーは精神科医で、ユダヤ人レジスタンスの戦士であった。アウシュヴィッツ強制収容所とブーヘンヴァルト強制収容所に収容され、生き延びたホロコーストの生存者だった。